# كريغ تشيستر
كريغ تشيستر (بالإنجليزية: Craig Chester)‏ مواليد 8 نوفمبر 1965 في ويست كوفينا، الولايات المتحدة، هو ممثل ومخرج أمريكي.

## الأعمال
- الجنس والمدينة
- القانون والنظام: النية الإجرامية
- اقتل أعزائك

## روابط خارجية
- كريغ تشيستر على موقع IMDb (الإنجليزية)
- كريغ تشيستر على موقع ألو سيني (الفرنسية)
- كريغ تشيستر على موقع أول موفي (الإنجليزية)
- كريغ تشيستر على موقع قاعدة بيانات الأفلام السويدية (السويدية)
- كريغ تشيستر على موقع إن إن دي بي (الإنجليزية)
- كريغ تشيستر على موقع قاعدة بيانات الفيلم (الإنجليزية)
- كريغ تشيستر على موقع كينوبويسك (الروسية)